# Атанас Самоковлиев
Атанас Самоковлиев или Атанас Самоковец е търговец, обществен деец и първи кмет на Пловдив. Депутат в първото обикновено народно събрание и в третото велико народно събрание. Роден в Самоков през 1832 г. Умира на 30 март 1905 г. в Пловдив.

## Биография
Атанас Самоковлиев е роден пред 1832 г. в гр. Самоков. Син е на известния иконописец Димитър Зограф и брат на художника Станислав Доспевски. През 1859 г. семейството му се премества в Пловдив. Започва да се занимава с абаджийство, а след това и с търговия. Заедно с хаджи Калчо Дренски са първите епитропи (настоятели) на църквата „Света Богородица“. През 70-те години на XIX век е избиран за член на турския градски меджлис (съдилище).
Веднага след Освобождението (1878) е назначен от Временното руско управление за пръв кмет на Пловдив. Изборът е направен измежду градските първенци, свикани от генерал-лейтенант Николай Веляминов. Атанас Самоковец поема длъжността на 12 януари 1878 година, но след по-малко от два месеца, на 26 февруари, я освобождава, считайки, че тя не е по силите му.
След обявяването на Съединението на Източна Румелия с Княжество България влиза в състава на Временното правителство от 6 септември 1885 г. Избран е за народен представител в I обикновено народно събрание, в III велико народно събрание (1886) и в IV велико народно събрание. Самоковлиев е сред учредителите на пловдивската Търговско-индустриална камара през 1895 г.
Умира в Пловдив на 30 март 1905 г.